# Chlorophonia flavirostris
Chlorophonia flavirostris là một loài chim thuộc họ Fringillidae.
Chúng được tìm thấy ở Colombia, Ecuador, và Panama.
Môi trường sống tự nhiên của chúng là rừng đất thấp ẩm ướt và rừng montane nhiệt đới hoặc cận nhiệt đới.

## Hình ảnh

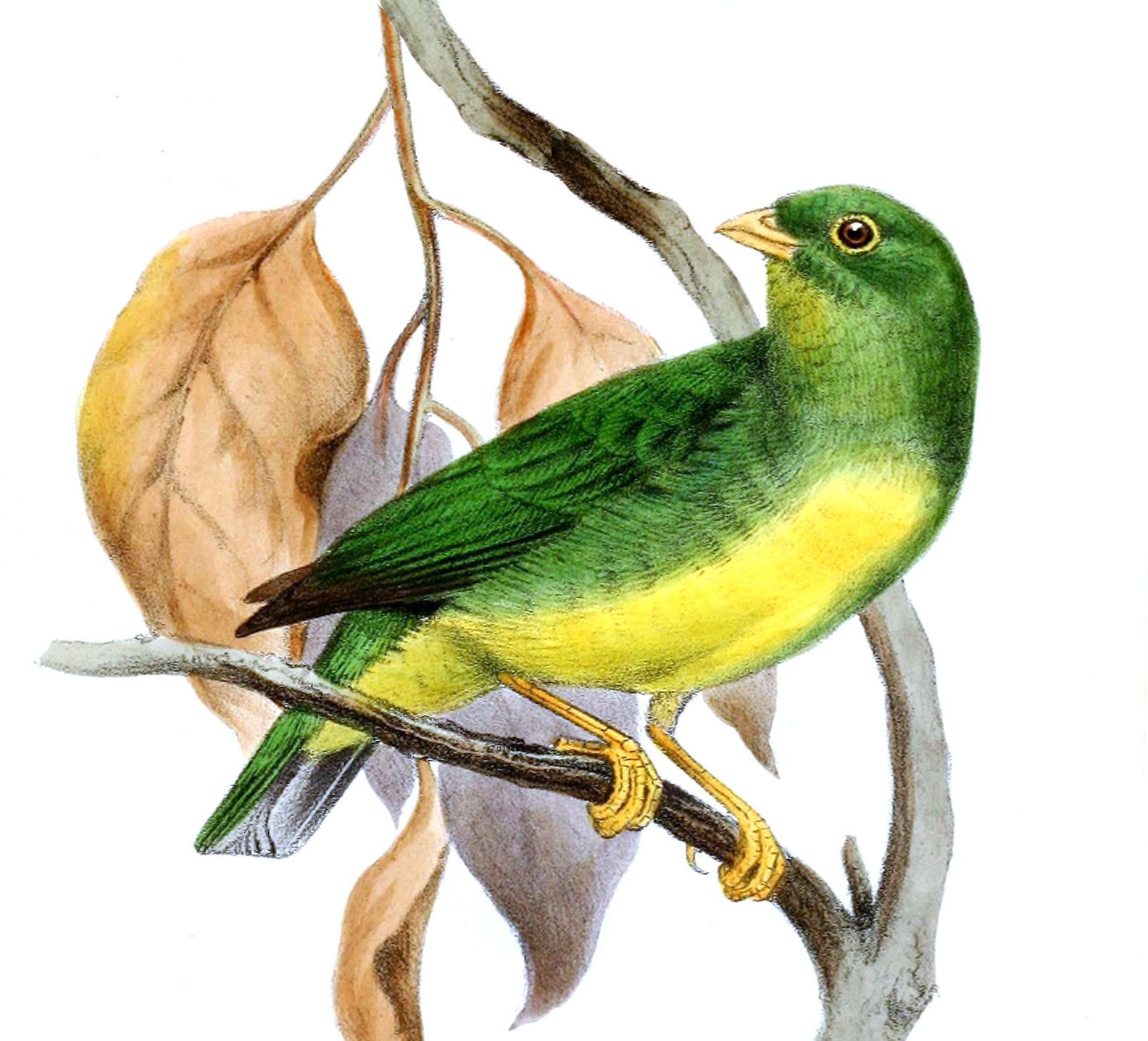
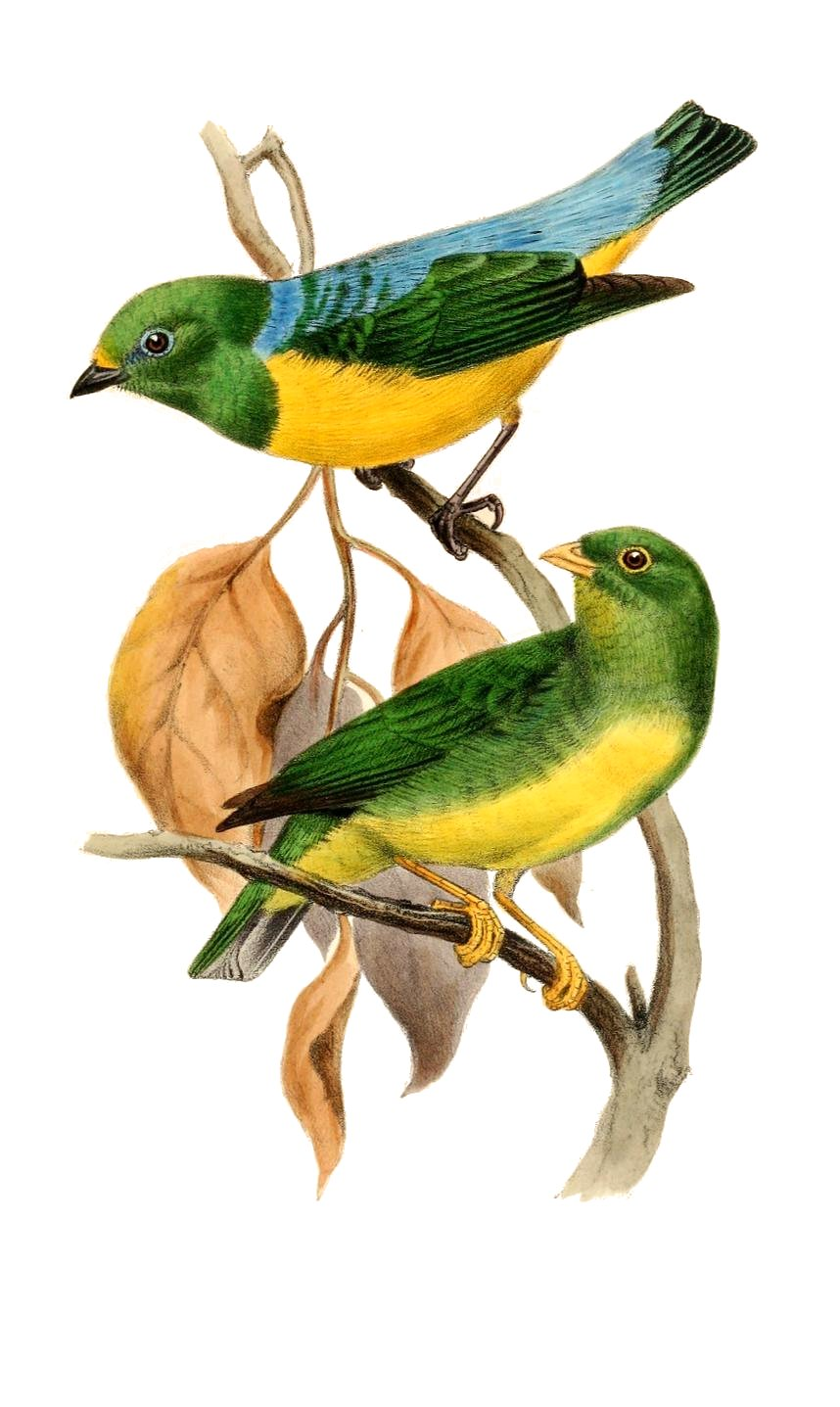